# 64 ق هـ
64 ق هـ هي السنة الرابعة والستون السابقة للهجرة النبوية، وهي توافق ما بين سنتي 559 و560 حسب التقويم الميلادي، أي أنها بدأت في سنة 559م وانتهت في سنة 560م.